# Turneria

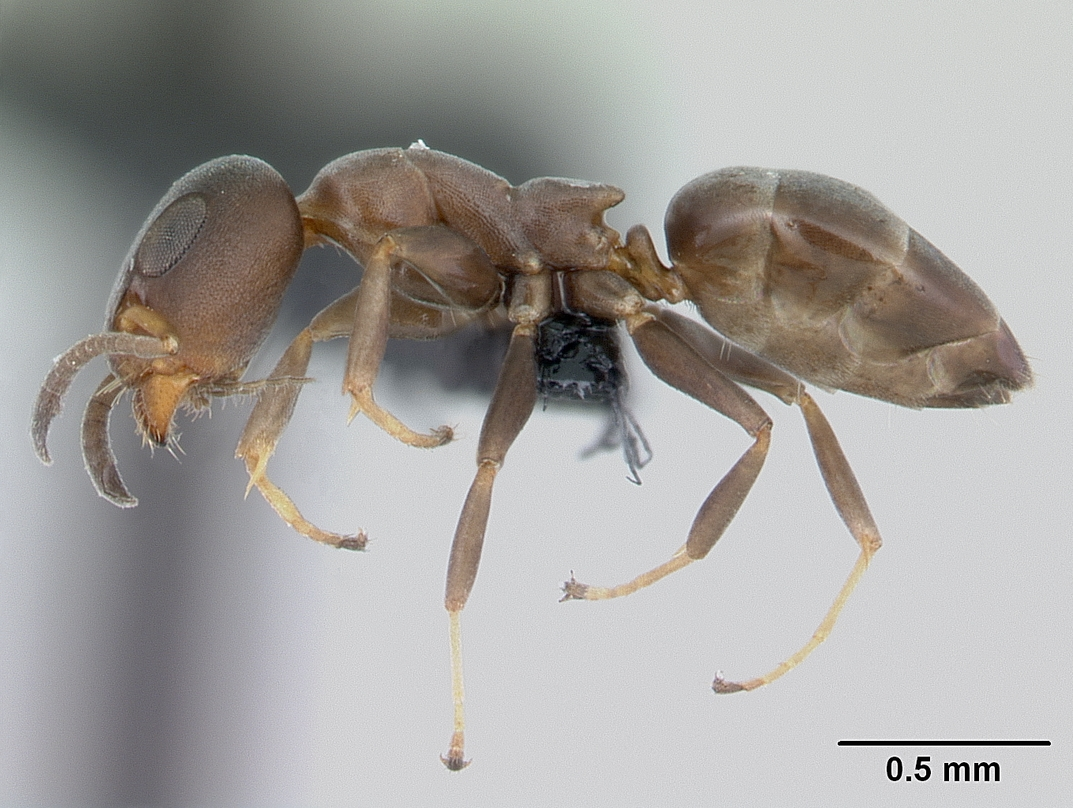
Turneria bidentata

Turneria (лат.) — род муравьёв подсемейства долиходерины (Dolichoderinae, Leptomyrmecini). Австралия и Новая Гвинея
.

## Описание
Мелкие древесные муравьи (длина рабочих особей 2—4 мм) коричневого цвета (встречаются желтовато-коричневые формы). От других родов подсемейства долиходерины отличаются крупными глазами овальной формы.
Усики самок и рабочих 12-члениковые (у самцов антенны состоят из 13 сегментов). Жвалы рабочих с 6—10 зубцами. Нижнечелюстные щупики 6-члениковые, нижнегубные щупики состоят из 4 сегментов. Голени средних и задних ног с одной апикальной шпорой. Стебелёк между грудкой и брюшком состоит из одного сегмента (петиоль)
.
- Turneria arbusta Shattuck, 1990
- Turneria bidentata Forel, 1895
- Turneria collina Shattuck, 1990
- Turneria dahlii Forel, 1901
- Turneria frenchi Forel, 1911
- Turneria pacifica Mann, 1919
- Turneria postomma Shattuck, 1990
- Turneria rosschinga Shattuck, 2011[5]